# Харпичан
Харпича́н — посёлок сельского типа в Солнечном районе Хабаровского края. Административный центр Харпичанского сельского поселения.

## История
Поселок Харпичан возник со строительством Восточного участка БАМа в 1938 году. До 1953 года в нем располагался лагпункт Нижнеамурского лагеря.

## Население
| 1992 | 2002 | 2010 | 2011 | 2012 | 2021 |
| ---- | ---- | ---- | ---- | ---- | ---- |
| 1200 | ↘924 | ↘848 | ↘846 | ↗849 | ↘508 |

## Экономика
Открытое акционерное общество (ОАО) «Эворонский ЛПХ» — градообразующее предприятие, на котором трудится 74 % занятого населения поселка, в бюджетной сфере (образование, культура, здравоохранение) 10 %, в торговле 3,7 %. Одноимённая железнодорожная станция.